# Hidehiko Jošida
Hidehiko Jošida (japonsky 吉田 秀彦, * 3. září 1969 Óbu Japonsko) je bývalý reprezentant Japonska v judu. Je majitelem zlaté olympijské medaile.

## Výsledky
| Turnaj            | 1988             | 1989             | 1990             | 1991             | 1992             | 1993             | 1994         | 1995         | 1996         | 1997         | 1998         | 1999         | 2000         |
| Turnaj            | 19               | 20               | 21               | 22               | 23               | 24               | 25           | 26           | 27           | 28           | 29           | 30           | 31           |
| Turnaj            | polostřední váha | polostřední váha | polostřední váha | polostřední váha | polostřední váha | polostřední váha | střední váha | střední váha | střední váha | střední váha | střední váha | střední váha | střední váha |
| ----------------- | ---------------- | ---------------- | ---------------- | ---------------- | ---------------- | ---------------- | ------------ | ------------ | ------------ | ------------ | ------------ | ------------ | ------------ |
| Olympijské hry    | dns              | -                | -                | -                | 1.               | -                | -            | -            | 5.           | -            | -            | -            | úč.          |
| Mistrovství světa | -                | dns              | -                | 3.               | -                | 2.               | -            | 2.           | -            | dns          | -            | 1.           | -            |
| Mistrovství Asie  | 1.               | -                | -                | dns              | -                | dns              | -            | dns          | dns          | dns          | -            | dns          | dns          |

## Podrobnější výsledky

### Olympijské hry
| Rok      | Kategorie        |  | 1/64                       | 1/32                              | 1/16                           | čtvrtfinále                       | semifinále                   | opravy                           | opravy                           | opravy                       | o bronz                      | finále                        |
| -------- | ---------------- |  | -------------------------- | --------------------------------- | ------------------------------ | --------------------------------- | ---------------------------- | -------------------------------- | -------------------------------- | ---------------------------- | ---------------------------- | ----------------------------- |
| LOH 1992 | polostřední váha |  | výhra 0:15/uma Hamid Fadul | výhra - 0:10/osg Fadi Saikali     | výhra - 2:42/? Gastón García   | výhra - ? Alexandru Ciupe         | výhra - 4:36/uma Johan Laats | -                                | -                                | -                            | -                            | výhra - 3:32/uma Jason Morris |
| LOH 1996 | střední váha     |  | volný los                  | prohra - 0:20/ksk Adrian Croitoru | -                              | -                                 | -                            | výhra - yuk/kta Ruslan Mašurenko | výhra - (yus) Darcel Yandzi      | výhra - 1:08/uts Oleg Malcev | prohra - (yus) Marko Spittka | -                             |
| LOH 2000 | střední váha     |  | x                          | výhra - yuk/tno Sergej Šakimov    | výhra - 4:05/H Iskander Hašiša | prohra - 0:43/uma Carlos Honorato | -                            | -                                | prohra - (fus) Fernando González | -                            | -                            | -                             |

### Mistrovství světa
| Rok     | Kategorie        |  | 1/64                        | 1/32                        | 1/16                        | čtvrtfinále                 | semifinále                           | opravy                      | opravy                      | o bronz                     | finále                            |
| ------- | ---------------- |  | --------------------------- | --------------------------- | --------------------------- | --------------------------- | ------------------------------------ | --------------------------- | --------------------------- | --------------------------- | --------------------------------- |
| MS 1991 | polostřední váha |  | výhra António Matias        | výhra Hartley Jones         | výhra Lim Ju-Ming           | prohra Anthonie Wurth       | -                                    | výhra Michael Bucher        | výhra Zsolt Zsoldos         | výhra Kerrith Brown         | -                                 |
| MS 1993 | polostřední váha |  | volný los                   | výhra Keith Morgan          | výhra Louis Wijdenbosch     | výhra Patrick Reiter        | výhra Johan Laats                    | -                           | -                           | -                           | prohra Čon Ki-jong                |
| MS 1995 | střední váha     |  | volný los                   | výhra Nop Imdžarun          | výhra Adrian Croitoru       | výhra Sergej Alimžanov      | výhra - 4:20/uma Oleg Malcev         | -                           | -                           | -                           | prohra - 2:46/son+osg Čon Ki-jong |
| MS 1997 | -                |  | nezápasil - Hiroomi Fudžita | nezápasil - Hiroomi Fudžita | nezápasil - Hiroomi Fudžita | nezápasil - Hiroomi Fudžita | nezápasil - Hiroomi Fudžita          | nezápasil - Hiroomi Fudžita | nezápasil - Hiroomi Fudžita | nezápasil - Hiroomi Fudžita |                                   |
| MS 1999 | střední váha     |  | volný los                   | výhra Iskander Hašiša       | výhra Giorgi Gugava         | výhra Yosvani Despaigne     | výhra - 2:21/uma+osg Carlos Honorato | -                           | -                           | -                           | výhra - 1:56/uma Victor Florescu  |

## Sportovní kariéra

### Úspěchy
Patřil k nejlepším zápasníkům v judo celá 90. léta. Má na svém kontě desítky turnajových titulů.

### Zajímavosti
- Tokui-waza: uči-mata
- Styl: útočný, živelný

Jošida neměl Kogovu kreativitu ani Čonův dril. Měl však podobné množství fanoušků. Pokud nepočítáme jeho brilantní uči-matu na několik variant tak jeho duely měly lidský přístup. Judoka nemá podle kodexu ukazovat své emoce. Jošida na rozdíl od Kogy a dalších dával emoce silně najevo. Jak po vyhraném turnaji tak po prohraném zápase si poplakal.
Na olympijských hrách v Atlantě neměl jednoduchý los. Přesto se jeho prohra v prvním kole s Rumunem Kroitorem nečekala. O čtyři roky později na olympijských hrách v Sydney opět kvůli chvilkové nepozornosti prohrál na ippon Brazilce Hunurata. Při pádu si ke všemu zlomil ruku a do oprav nenastoupil.
Od roku 2002 zápasil v profesionálním ringu MMA v japonské Pride FC.

### Rivalové
- Čon Ki-jong
- Tošihiko Koga
- Jošio Nakamura